# سیارک ۲۰۵۳۹
سیارک ۲۰۵۳۹ (به انگلیسی: 20539 Gadberry، نامگذاری:1999RT86) بیست هزار و پانصد و سی و نهمین سیارک کشف شده‌است که در ۷ سپتامبر ۱۹۹۹ کشف شد.
قدر مطلق سیارک برابر ۱۵.۵ است.